# Gelenau
Gelenau/Erzgeb. è un comune di 4.598 abitanti della Sassonia, in Germania.
Appartiene al circondario dei Monti Metalliferi (targa ERZ).